# Разъезд 9 км (Куйбышевская железная дорога)
Разъезд 9 км — железнодорожный разъезд Пензенского отделения Куйбышевской железной дороги, располагается на территории Республики Мордовия.

## Описание
Расположен на однопутном участке Рузаевка — Пенза IV с электротягой постоянного тока и относится к Пензенскому региону Куйбышевской железной дороги. По характеру работы является промежуточной станцией, по объёму выполняемой работы отнесён к 5-му классу. Путевое развитие включает 3 пути: 1 главный (№ 1) и 2 приёмо-отправочных (№ 2, 3). Подъездные пути отсутствуют. 
Комплексный контроль за техническим состоянием пути осуществляет Рузаевская дистанция пути (ПЧ-20). Контроль за техническим обслуживанием и ремонтом устройств автоматики и телемеханики осуществляет Рузаевская дистанция сигнализации, централизации и блокировки (ШЧ-2).
Станция включена в диспетчерскую централизацию участка Пенза — Красный Узел. Станция переведена на диспетчерское управление. Штат ДСП на станции отсутствует.